# Baures
Los baure son un pueblo amerindio de Bolivia localizado principalmente en el municipio de Baures de la provincia de Iténez, en el departamento del Beni. El municipio es el mayor productor de cacao, de donde se obtiene el famoso chocolate. Baures por lo general se considera como la capital del chocolate silvestre de Bolivia, siendo ahí donde se obtienen los mayores cultivos del chocolate de cacao del país para ser exportados a otros países del mundo.

## Origen de la palabra
Existen dos teorías sobre el origen de la palabra "baure". Una sugiere que deriva de la denominación de otro grupo vecino, ya que los baure fueron conocidos por los misioneros jesuitas a través de los itonama. El camino para llegar hasta los Baure desde Trinidad pasaba por el territorio de los itonama. La palabra "wawore" comienza con la sílaba "wa-", la cual es común en varios sustantivos de la lengua itonama. Ejemplos de esto son los nombres de lugares en idioma itonama cerca de Baures, como el pueblo Huacaraje (o Wacaraje) y la isla Guaboro (o Waworo).

## Historia
Los jesuitas encabezados por el padre Cipriano Barace, los contactaron alrededor de 1690, después de la fundación de las reducciones de Moxos. Las parcialidades fueron reducidas en nueve misiones: Purísima de la Inmaculada Concepción de Baures, El Carmen, San Joaquín, San Juan, Santa María Magdalena, San Miguel, San Nicolás, Santa Rosa y San Simón, a partir de algunas de las cuales hoy se forman los centros regionales como El Carmen, Magdalena y Baures y las otras reducciones desaparecieron. La fundación del pueblo Baure fracasó en los primeros intentos hasta que fue establecido definitivamente el 8 de diciembre de 1708, por el padre Lorenzo Legarda, comisionado por el padre superior Lorenzo Orellana. Día, que festejan todos los años, la fiesta patronal de Baures.
Los misioneros siguieron los patrones habituales, adoptándose el uso de una sola lengua para facilitar el trabajo misionero evangélico y administrativo. Esta fue aprendida tanto por el misionero como por todos los habitantes del lugar. Aparte de ella, los baures conservaron su propia lengua para comunicarse entre ellos. Las misiones prosperaron. Los jesuitas introdujeron el ganado vacuno, antes desconocido en la zona; ordenaron, en función del mejoramiento, la crianza de animales domésticos, el cultivo agrícola; les enseñaron música y escritura. Cambiaron la estructura del pueblo, construyeron una plaza central alrededor de la cual se ubicó la iglesia y dividieron a los habitantes en barrios, según el oficio, como tejedores, pintores, músicos.
Comenzó la producción de diferentes tipos de textiles, de algodón silvestre, que se encontraba en la zona, luego de su especie cultivada, que llegó hasta tal perfección que la exportaron a Europa. También llevaron productos agrícolas como azúcar, arroz, cacao y cera a las grandes ciudades de Bolivia. Además, desarmaron a los indígenas, predicando la fe cristiana para impedir de esta manera las continuas guerras entre sí.

Hombre baure fotografiado cerca del Río Blanco en 1909.

Según los pocos datos que se conservan sobre los baures, eran una de los pueblos indígenas con mayor crecimiento en las reducciones ya que en 1740 llegaron hasta dieciséis mil personas. Este número fue alcanzado aproximadamente solo por los itonamas en Magdalena. El trabajo que da una descripción más detallada de esta época es el del padre Francisco Eder (publicado en 1770), un jesuita húngaro que paso 15 años en la reducción de San Martín, que estaba ubicada en la confluencia de los ríos San Simón y San Martín; entre 1720-30. Su trabajo es casi el único dato sobre los Baure que, a pesar de ser una de los grupos más importantes de la región, quedaron marginados en las descripciones e informes. Aunque en el siglo XVIII, los baures todavía contaban con una numerosa población, ésta fue diezmada después de la expulsión de los jesuitas. 
Las florecientes reducciones desaparecieron entre los años 1920 y 1940 debido a las enfermedades tropicales, que encontraron un fecundo caldo de cultivo en la zona y al mal manejo económico y humano por parte de los nuevos curas. Muchos Baure prefirieron retomar su libertad en los bosques, para evitar la excesiva carga y castigos de sus “líderes espirituales”. Los continuos ataques de los portugueses también significaron una amenaza para las reducciones que no tenían armas. Esto último fue la razón para el traslado de la misión San Joaquín por el Cacique Gabriel Ojeari, en 1788 a su lugar actual, la ribera del río Machupo.
En 1796, fue fundada la misión El Carmen, donde se juntaron tres diferentes pueblos indígenas, los Baure, los Chapacura y los Guarayos. Fue utilizado un asentamiento que existió desde varios siglos antes. El primer asentamiento, llamado Carmen de Guarayos, ya existió en 1786, según documentación colonial y se ubicaba en la ribera del río Blanco en Chapacura. Estaba compuesto por dos etnias, los Guarayo y los Chapacura. Cinco años más tarde, en 1791, se trasladó al arroyo Chiquiguani, donde hoy todavía se ven las ruinas; luego al arroyo Mariquiri. En 1801, se trasladaron a su lugar actual, a orillas del río Blanco, ya en convivencia con los baures. Este proceso llevó a la división geográfica del pueblo indígena en tres grupos, baureños, Joaquinianos y Carmelitanos, que con el tiempo se convirtieron en grupos separados étnicamente, Hoy en día se considera Baureños y Carmelitanos como pueblo, mientras los Joaquiniano forman un pueblo independiente.
En el siglo XIX, la reducción del número de los habitantes baure siguió su curso y Alcides D’Orbigny anotó que ya son quedaban cinco mil.
La población que se autoreconoció como baure en el censo boliviano de 2001 fue de 475 personas. Este número aumentó a 3328 en el censo de 2012.

## Sistema agrícola
Los baures habían desarrollado un sistema agrícola en la región, con la construcción de lomas artificiales y camellones que fue abandonado, al parecer, antes de la llegada de los jesuitas "quienes encontraron una ocupación espacial que tenía como centro las islas de bosque, donde existían zanjas en forma de circuitos, protegiendo a sus poblados de animales y ataques sorpresivos." (Paz, 1997).

## La Fiebre del Caucho

Baures fotografiados en El Carmen, a orillas del Río Blanco en 1909.

El siglo XX, trajo grandes cambios al pueblo indígena, por el auge de la goma. Baures se llenó de emigrantes bolivianos y extranjeros (franceses, ingleses, alemanes y griegos), atraídos por la gran riqueza del “oro negro”. Baures se reavivó económicamente como centro de proveedor de víveres y textiles para los centros siringales. Aunque mucha gente migró para la extracción de goma a la zona del lago Gloria, que era uno de los mayores siringales, el equilibrio fue mantenido por los otros migrantes, que aprovechaban las posibilidades de comercio. La actividad principal fue la agricultura y la producción de diferentes artículos textiles, como ropa, hamacas, etc. Se importaba tabaco, carne de puerco, manteca y chicha de maíz a todas partes de la provincia de Iténez, hasta Guayaramerín. Baures se convirtió en uno de los centros industriales más grandes de la región. Contó con una imprenta propia, en la que se editaban dos periódicos (El Porvenir y El Marconi). Llegó a ser la capital del departamento del Beni por seis meses, bajo la administración de Carmelo López, prefecto de la región.
Esta riqueza, desapareció, a partir de los años cincuenta y Baures entró en una lenta decadencia. La mayoría de su gente, jamás retornó de los siringales del lago Gloria, eliminados por las enfermedades, que convirtieron a la zona en el hoy llamado “Cementerio Baure”. Otros migraron en búsqueda de trabajo y vida más prospera, No había más imprenta ni periódicos. Decayó la agricultura por falta de mercado. Una epidemia de viruela y el sanatorio de leprosos en la isla Tané, contribuyeron a la migración de la población. Con la Reforma Agraria del 53 la familia Moreno, que eran originalmente dueños de gran parte de la zona, desde el Carmen hasta Bella Vista, perdieron sus haciendas, que cayeron en manos de una nueva familia, los Brucker, como se mantienen hasta hoy. La actividad que comenzó a ganar más espacio fue la ganadería extensiva. Desde los años 70 comenzó una lenta recuperación económica y humana en baures.